# Trebgast
Trebgast là một đô thị thuộc huyện Kulmbach bang Bayern nước Đức

## Các khu vực dân cư
Trebgast is arranged in the following boroughs:

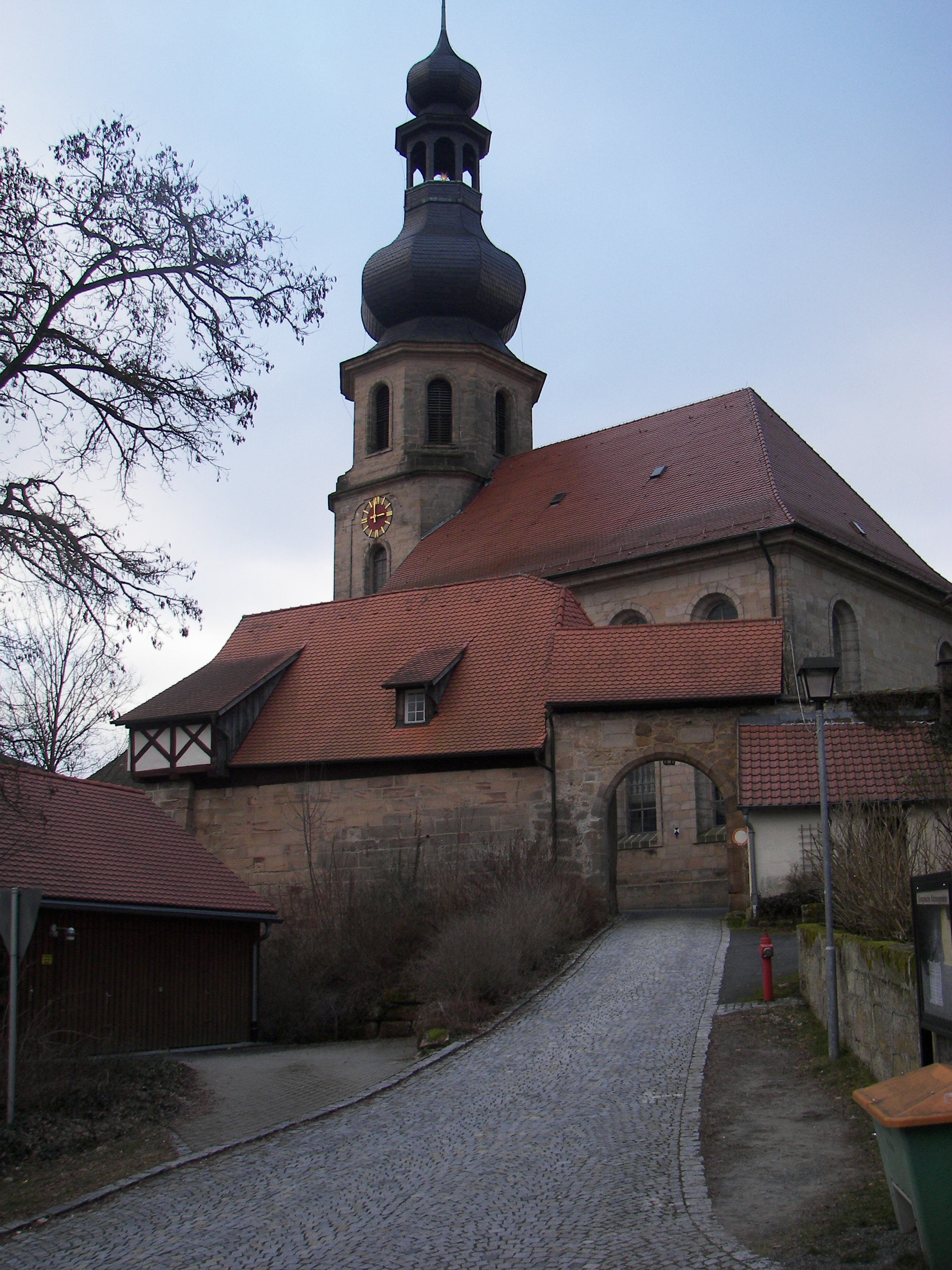
Nhà thờ St. Johannes ở Trebgast

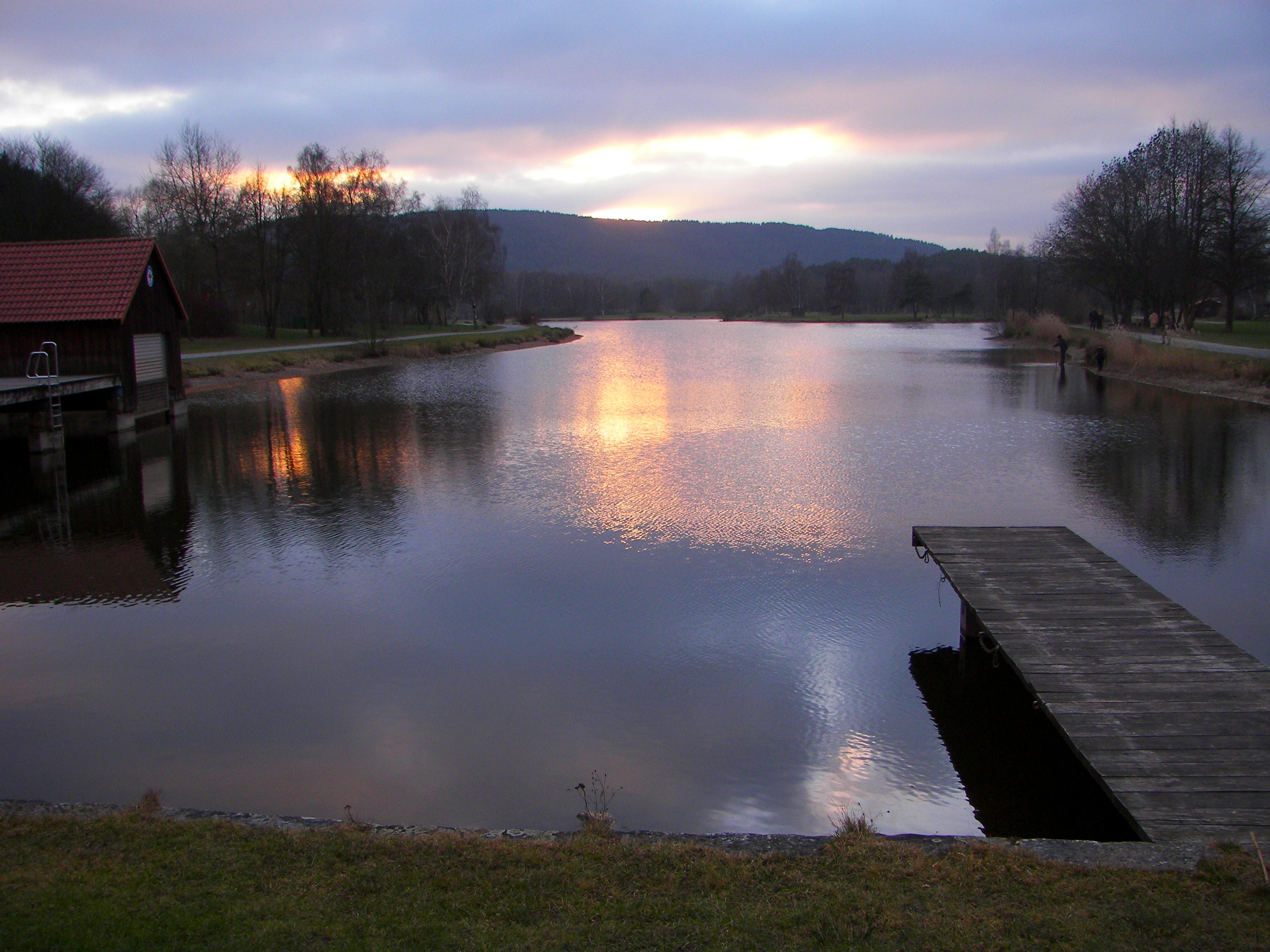
Hồ bơi ở Trebgast vào mùa đông

- Feuln
- Lindau
- Trebgast
- Waizendorf